# It's My Life, Baby!
It's My Life, Baby! — концертний альбом американського блюзового музиканта Джуніора Веллса, що вийшов 1966 року на лейблі Vanguard.

## Про альбом
Хоча It's My Life, Baby! був пізнім прикладом чиказького блюзу середини 1960-х, вийшовши відразу після Hoodoo Man Blues 1965 року — одного з найкращих LP в історії блюзу — цей альбом розчарував. І навіть присутність на записах гітариста Бадді Гая, який також зіграв на Hoodoo Man Blues, однак аранжування було не зовсім вдалим. Окрім цього матеріал альбому також не був винятковим або новаторським. І зрешотою, спроба поєднати студійні записи з концертними (які були записані в клубі Pepper's Lounge в Чикаго) досить невдала, до того ж були використані різні музиканти, під час концерту і в студії. Серед пісень виділяються «Country Girl», «Shake It Baby», що трохи нагадує сесії Hoodoo Man Blues і фанкова «(I Got a) Stomach Ache».

## Визнання
У 2003 році альбом був включений до Зали слави блюзу.

## Список композицій
| Сторона А | Сторона А                  | Сторона А                             | Сторона А  |
| #         | Назва                      | Автор                                 | Тривалість |
| --------- | -------------------------- | ------------------------------------- | ---------- |
| 1.        | «It's My Life, Baby»       | Дон Робі, Фердінанд Вашингтон         | 4:22       |
| 2.        | «It's So Sad to Be Lonely» |                                       | 4:22       |
| 3.        | «Country Girl»             | Б. Б. Кінг                            | 3:19       |
| 4.        | «You Lied to Me»           |                                       | 3:30       |
| 5.        | «Stormy Monday Blues»      | Ерл Гайнс, Біллі Екстайн, Боб Краудер | 4:24       |
| 6.        | «Shake It Baby»            | Бадді Гай, Джуніор Веллс              | 3:38       |

| Сторона В | Сторона В                          | Сторона В                | Сторона В  |
| #         | Назва                              | Автор                    | Тривалість |
| --------- | ---------------------------------- | ------------------------ | ---------- |
| 1.        | «Checking on My Baby»              | Джуніор Веллс            | 3:07       |
| 2.        | «Early in the Morning»             | народна                  | 4:23       |
| 3.        | «(I Got A) Stomach Ache»           | Бадді Гай, Джуніор Веллс | 3:26       |
| 4.        | «Look How Baby»                    |                          | 5:33       |
| 5.        | «Slow, Slow»                       | Бадді Гай, Джуніор Веллс | 5:22       |
| 6.        | «Everything's Going to Be Alright» | Меджик Сем               | 3:03       |

## Учасники запису
- Джуніор Веллс — вокал, губна гармоніка
- Бадді Гай — гітара
- Волтер Бізлі — ритм-гітара [студія]
- Лерой Стюарт — бас-гітара [студія]
- Літтл Ел — ударні [концерт]
- Фред Белоу — ударні

Технічний персонал
- Семюел Б. Чартерс — продюсер